# منى عيسى
منى عيسى (24 سبتمبر 1965 -)، ممثلة كويتية.

## حياتها الفنية
دخلت إلى المجال الفني في ثمانينات القرن العشرين بمساعدة من والدها الذي كان يعمل في وزارة الأعلام آنذاك. شاركت خلال مسيرتها الفنية بالكثير من الأعمال، الكثير منها كان موجه للطفل.

### اعتزالها
كان تفكر باعتزال العمل الفني بعد زواجها، وكان آخر أعمالها في السعودية بمسلسل حمل اسم «كارت أصفر» مع الفنان ناصر القصبي في نوفمبر 1992 وعرض بالعام التالي، وكانت أثناء تصوير المسلسل حامل بأبنها الأكبر وبعد ولادتها ابتعدت عن التمثيل وفضلت التفرغ الكلي لأسرتها.

## أعمالها

### في التفزيون
| سنة الإنتاج | اسم المسلسل                    | الشخصية |
| ----------- | ------------------------------ | ------- |
| 1983        | خلود سهرة تلفزيونية            | خلود    |
| 1984        | سندريلا أوبريت                 |         |
| 1985        | نادر                           |         |
| 1986        | صغيرات على الحياة              | سلمى    |
| 1986        | المغامرون الثلاثة              | بدور    |
| 1986        | فايز التوش الجزء الثاني        | زهرة    |
| 1987        | على الدنيا السلام              | نوال    |
| 1987        | الخطأ والعقاب - سهرة تلفزيونية | لطيفة   |
| 1987        | مسابقات رمضان                  |         |
| 1988        | مسافر بلا هوية                 | سعاد    |
| 1988        | قلوب عند المرافئ               |         |
| 1989        | الطماعون                       | إنشراح  |
| 1989        | امرأة مختلفة سهرة تلفزيونية    |         |
| 1989        | إلى الشباب مع التحية           | حصة     |
| 1989        | عيون الشك سهرة تلفزيونية       | أمل     |
|             | سلامتك برنامج                  |         |
| 1990        | الحرب خدعة سهرة تلفزيونية      | منى     |
| 1990        | سفار سهرة تلفزيونية            | نوال    |
| 1990        | العائلة                        | تهاني   |
| 1990        | للحياة بقية                    | حصة     |
| 1992        | حياتنا الجديدة                 |         |
| 1992        | بو مرزوق                       | هدى     |
| 1992        | الماضي وخريف العمر             | منى     |
| 1993        | كارت أصفر                      |         |
| 1993        | بو متيح يوش متيح يطش           |         |

### في المسرح
| سنة الإنتاج | المسرحية                  | الشخصية   |
| ----------- | ------------------------- | --------- |
| 1984        | أحمد والأسود              |           |
| 1984        | الشاطر حسن (عروض البحرين) | مرجانة    |
| 1985        | محاكمة علي بابا           |           |
| 1986        | الأميرة والأقزام          | قطر الندى |
| 1987        | الأوانس                   | ألطاف     |
| 1989        | الحورية                   | جوهرة     |
| 1989        | صادوه                     | منى       |
|             | ابتسام في قفص الإتهام     | ابتسام    |
| 1992        | علاء الدين 92             |           |
| 1992        | الثعلب                    | الدجاجة   |
| 1992        | سالي                      | مي        |

### الأفلام
| سنة الإنتاج | الفيلم | الشخصية |
| ----------- | ------ | ------- |
| 1988        | عدنان  | شريفة   |

## روابط خارجية
- منى عيسى على موقع قاعدة بيانات الأفلام العربية